# Rti
Rti (cyr. Рти) – wieś w Serbii, w okręgu morawickim, w gminie Lučani. W 2011 roku liczyła 490 mieszkańców.